# Tagtraum (Band)
Tagtraum war eine aus der Band Untergang hervorgegangene Punk-Band aus Schweinfurt.

## Geschichte
Die Band wurde im Dezember 1992 gegründet und beschloss 2006 ihre Trennung. Sie war am 20. Mai 2006 zum letzten Mal beim Abschiedskonzert im Stattbahnhof in Schweinfurt zu sehen. Am 17. März 2017 spielte Tagtraum in Originalbesetzung für ein einmaliges Konzert im Rahmen von Matze Rossi’s Geburtstagsgala im Stadtbahnhof Schweinfurt. Die Band betonte, dass dies keine Reunion, sondern wirklich eine einmalige Sache sei.
Die einzelnen Bandmitglieder spielen weiterhin in anderen Formationen: Tobias Götz und Bernhard Schmidt bei Sondermarke, David Gruber und Jörg Holdinghausen bei Boink, Jörg Holdinghausen bei Tele und Wir sind Helden, Matthias Nürnberger als Solokünstler Senore Matze Rossi und zusammen mit Tobias Götz bei den Bands Gaston und Signals to Aircraft.

## Stil
Im Allgemeinen wird Tagtraum oft als Pop-Punk-Band bezeichnet und nicht als vollwertige Punk-Band, wovon sie sich selbst auch deutlich distanzieren. Ähnliches gilt für den Begriff des Deutschpunk, der Tagtraum vornehmlich wegen ihrer deutschsprachigen Texte zugeschrieben wird.
An Stücken aus den Anfangstagen der Band lassen sich allerdings durchaus sowohl musikalisch, wie vereinzelt auch inhaltlich, „punkige“ Tendenzen erkennen. Mit der Zeit gewannen allerdings zunehmend Einflüsse aus der alternativen amerikanischen Musikszene an Bedeutung, der Stil wurde variabler, ruhiger und melancholischer.
Verglichen wird Tagtraum häufig mit den ebenfalls deutschen Muff Potter oder den amerikanischen At the Drive-In und Alkaline Trio.
Thematisch beschäftigt sich Tagtraum mit der Gesellschaft, Zwischenmenschlichem und Gefühlen im Allgemeinen, verpackt in kleine Geschichten des Alltags. Eine wichtige Rolle spielten dabei anfangs Melancholie, Welt- und Seelenschmerz, die im Laufe der Zeit einem positiven Weltbild gewichen sind.
Musikalisch verpackt Tagtraum dies in eine Synthese aus der Intensität des High-Speed- und Mid-Tempo-Punkrock sowie ruhiger und melodischer Passagen.

## Diskografie
Anmerkung: Die untenstehend aufgeführten Veröffentlichungen umfassen ausschließlich Alben mit zum Zeitpunkt des Erscheinens neuem Material der Band oder Live-Alben, allerdings keine Sampler.
- 1994: Demo Tape I
- 1995: Demo Tape II
- 1996: Demo Tape III – Live in der Schreinerei
- 1997: Trotz & Träume (LP/CD)
- 1998: Feuer gratis (Pic-LP/CD)
- 1998: Trotz & Träume (CD Re-Release)
- 1999: Liverschnitte (7")
- 1999: Seelenpuzzle  (LP/CD)
- 2000: Split 7" (Tagtraum / Wallride)
- 2000: Split 10" (Tagtraum / Useless ID)
- 2001: Augen auf und durch (LP/CD)
- 2003: Komm lass es echt sein (LP/CD)
- 2004: Ich bin (MCD)
- 2004: Komm lass es echt sein (CD Re-Release)
- 2006: Wir gehen um zu bleiben (CD/DVD)